# Hypericum hedgei
Hypericum hedgei är en johannesörtsväxtart som beskrevs av N.Robson. Hypericum hedgei ingår i släktet johannesörter, och familjen johannesörtsväxter. Inga underarter finns listade i Catalogue of Life.